# John Keiger
John Keiger (auch J.F.K. Keiger; * 7. Dezember 1952) ist ein britischer Historiker. 
Er lehrte während der Erstellung seiner Doktorarbeit an der University of Cambridge als wissenschaftlicher Mitarbeiter Geschichte und wechselte später an die University of Salford. 
Schwerpunkte seiner Forschung und Publikationen sind die internationale Geschichte Europas im 19. und 20. Jahrhundert und die Außenpolitik Frankreichs.
Keiger war bis Dezember 2009 Direktor des European Studies Research Institute und anschließend Associate Dean Research der Fakultät für Geistes- und Sozialwissenschaften der University of Salford. 
Er war Gastprofessor an mehreren französischen Universitäten. 
Keiger hat außerdem das Foreign and Commonwealth Office beraten. 
Er war Mitglied der französischen „Commission Nationale Université-Emploi“ (Kommission Hetzel, 2006) zur Reform des französischen Hochschulwesens. 
Im Januar 2012 war er Mitglied des internationalen AERES-Gremiums zur Bewertung der französischen Agence Nationale de la Recherche. 
Er lehrte von November 2012 bis zu seiner Emeritierung 2017 an der University of Cambridge im Department of Politics and International Studies.
Von 2013 bis 2017 war er leitender Forscher im Rahmen eines Großprojekts des britischen Arts and Humanities Research Council. 
Das Projekt befasste sich mit dem Thema „Netzwerke und Akteure in den britischen und französischen Außenministerien und die Idee von Europa“ und verglich die britischen und französischen Außenministerien zwischen 1919 und 1973 mit der europäischen Idee.
Keiger ist Fellow der Royal Historical Society.